# Дорошівка (Куп'янський район)
Дорошівка — село в Україні, у Куп'янському районі Харківської області. Входить до складу Кіндрашівської сільської громади. Населення становить 30 осіб. До 2020 року орган місцевого самоврядування — Моначинівська сільська рада.

## Географія
Село Дорошівка знаходиться на відстані 2 км від села Моначинівка. На відстані 2 км проходить автомобільна дорога Р79. За 3 км знаходиться залізнична станція Моначинівка. В селі є невеликий ставок.

## Історія
7 (20) листопада 1917 року, відповідно до Третього Універсалу Української Центральної Ради, увійшло до складу Української Народної Республіки.
В 1917 році в Дорошівці виникла місцева організація РСДРП, головою якої був обраний Василь Васильович Глушенко.
12 червня 2020 року, відповідно до розпорядження Кабінету Міністрів України № 725-р «Про визначення адміністративних центрів та затвердження територій територіальних громад Харківської області», увійшло до складу Кіндрашівської сільської територіальної громади.